# دهستان چهاردانگه جنوبی
دهستان چهاردانگه جنوبی یکی از دهستان‌های بخش چهاردانگه شهرستان هوراند در استان آذربایجان شرقی است. مرکز این دهستان، روستای کورن است. دهستان چهاردانگه جنوبی در تاریخ ۱۳ آبان ۱۳۹۷ خورشیدی تأسیس شده‌است.